# Saldatura a plasma
La saldatura a plasma è un procedimento che viene eseguito mediante una torcia al plasma. Al centro dell'ugello della torcia è presente un elettrodo di tungsteno che è infusibile durante il processo, intorno a tale elettrodo giunge un gas plasmogeno che, a causa del campo elettrico presente esternamente o internamente alla torcia, diventa plasma, cioè gas fortemente ionizzato.
La caratteristica fondamentale del plasma (che rende tale tecnica di saldatura molto spesso utilizzata dati i bassi costi e le alte prestazioni) è che riesce a trasferire un'enorme quantità di calore al pezzo da saldare.
Affinché ciò si verifichi, il flusso di plasma che insiste sul pezzo deve possedere una forma concentrata e, pertanto, è necessario mantenere un'opportuna distanza dell'ugello dal pezzo e una velocità di fuoriuscita del gas abbastanza elevata.
In queste applicazioni la temperatura può arrivare, nei casi più estremi, a ordini di grandezza dei 20.000 °C, cosa impensabile per altre operazioni di saldatura: è proprio questa elevata temperatura che garantisce l'alta precisione e la velocità di realizzazione di tali operazioni.
Per prevenire soffiature nella parte saldata (cosa che inevitabilmente si verifica per ogni tipo di saldatura in quanto, per la Legge di Henry, la solubilità di un gas è funzione della temperatura) si impiegano sistemi che permettano il rilascio di gas particolari attorno alla torcia, di solito miscele di gas nobili che, avendo solubilità praticamente nulla anche ad alte temperature, non danno modo ai gas atmosferici di penetrare nel bagno del metallo fuso.
La tipologia di metalli saldabili con questa tecnica comprende: acciaio al carbonio e basso legato, acciaio inossidabile, leghe di rame, nichel, cobalto e titanio.